# La ragazza d'autunno
La ragazza d'autunno (Dylda) è un film del 2019 diretto da Kantemir Balagov. È stato selezionato per rappresentare la Russia nella categoria per il miglior film in lingua straniera ai premi Oscar 2020, riuscendo a rientrare nella shortlist dei dieci semifinalisti.

## Trama
Leningrado,1945. Ija è una giovane ragazza che tenta di sopravvivere alle ristrettezze dell’immediato dopoguerra lavorando come infermiera e che cerca di prendersi cura di Paška, il figlio della sua amica Maša partita volontaria per il fronte. Gli orrori patiti in guerra le hanno lasciato dei traumi che si manifestano in improvvise e incontrollabili crisi epilettiche. Una sera, giocando con il piccolo Paška sul pavimento, è colta da una crisi e cade su Paška, non riuscendo più a muoversi e soffocandolo. Poco tempo dopo Maša torna dal fronte e Ija le comunica che la morte del figlio è avvenuta nel sonno. Maša deve quindi affrontare la perdita del figlio oltre ai traumi del fronte (dove era sopravvissuta anche prostituendosi) e decide di avere un altro figlio.
Una sera lei e Ija conoscono due ragazzi e Maša si apparta con uno dei due, Saša, con cui ha un rapporto sessuale nella segreta speranza di rimanere incinta di nuovo. La speranza di Maša però ha vita breve, perché a un controllo in ospedale le viene diagnosticata l’infertilità a causa di una ferita di guerra all’addome. Maša quindi, sfruttando l’ascendente che ha su Ija che è soggiogata dalla sua personalità e invaghita di lei, convince Ija ad avere un figlio al posto suo con Nikolaj, un medico di loro conoscenza. Ija però non rimane incinta e Maša vede sfumare il progetto di sistemarsi con Saša che, invaghito di lei, le aveva proposto di sposarlo nonostante l’opposizione della ricca famiglia di lui, che vede in Maša un capriccio momentaneo. Alle due donne non rimane che il sostegno l’una dell’altra per continuare a sopravvivere.

## Produzione
Il film è stato girato a San Pietroburgo nel 2018.

## Distribuzione
Il film è stato presentato in anteprima il 20 maggio 2019 al Festival di Cannes, nella sezione Un Certain Regard. È stato distribuito nelle sale cinematografiche russe dal 20 giugno 2019. In Italia è stato presentato in anteprima al Torino Film Festival il 28 novembre dello stesso anno, per poi venire distribuito nelle sale cinematografiche dal 9 gennaio 2020 da parte di Movies Inspired.

## Riconoscimenti
- 2019 - European Film Awards[11]
  - Candidatura per la miglior attrice a Viktorija Mirošničenko
- 2019 - Festival di Cannes[12][13]
  - Premio FIPRESCI (Un Certain Regard)
  - Miglior regia (Un Certain Regard)
- 2019 - Torino Film Festival[14]
  - Migliori attrici a Viktorija Mirošničenko e Vasilisa Perelygina
- 2019 - Satellite Award[15]
  - Candidatura per il miglior film straniero
- 2020 - Chicago Film Critics Association Awards[16]
  - Candidatura per il miglior film in lingua straniera
- 2020 - Los Angeles Film Critics Association Awards[17]
  - Miglior film in lingua straniera
- 2020 - Gotham Independent Film Awards[18]
  - Candidatura per il miglior film internazionale